# Gabriel de Lancastre, Duque de Aveiro
D. Gabriel de Lancastre ou Gabriel Ponce de León e Lencastre, cujo nome completo era Gabriel de Lancastre Ponce de León Manrique de Lara Cardenas Giron e Aragão, nasceu em  9 de Agosto de 1667 e morreu em 23 de Junho de 1745. 7º Duque de Aveiro em 18 de fevereiro de 1720, confirmado em 2 de junho de 1732 e 6º Marquês de Torres Novas. Duque de Banhos, Grande de Espanha de 1ª classe. Detinha igualmente os Senhorios de Lousã, Abiul, Condeixa, Montemor-o-Velho, Penela e Sesimbra, e as Alcaidarias-mores de Sesimbra, Coimbra e Setúbal. 
D. Gabriel era o 2º filho do fidalgo castelhano Manuel Ponce de León, 6º Duque dos Arcos, e da sua mulher Maria de Guadalupe de Lencastre Cardenas Manrique, que se tornou a 6º Duquesa de Aveiro. Por promessa judicial, Gabriel herdou o Ducado de Aveiro de sua mãe, com a condição de vir morar para Portugal. O Ducado dos Arcos ficou para seu irmão mais velho.
Morto solteiro, sem filhos, o Ducado de Aveiro passou para José de Mascarenhas Lencastre, Duque de Aveiro, seu primo afastado.
Litigou-se a casa de Aveiro entre seu sobrinho D. Antônio de Lencastre Ponce de León, Duque de Banhos e o Marquês de Gouveia e conde de Santa Cruz, D. José de Mascarenhas, que era sobrinho do célebre frei D. Gaspar da Encarnação ou D. Gaspar de Moscoso e Silva. A causa foi sentenciada sem surpresa portanto em 1749 a favor do Marquês e confirmada na Relação em 26 de maio de 1752 de  que resultou entrar na posse da Casa por decreto de 17 de agosto de 1752. Sobre volumosos embargos oferecidos contra a primeira sentença, há uma carta de Alexandre de Gusmão a D. José em fins de 1751. 